# Île Foch
Pour les articles homonymes, voir Foch.
L'île Foch est une des îles  constituant l'archipel des Kerguelen, territoire français au sud de l'océan Indien.
C'est la deuxième île de l'archipel par la superficie. Elle est située à proximité de la côte nord de la Grande Terre, l'île principale de l'archipel des Kerguelen qui est environ trente-deux fois plus vaste.

## Géographie

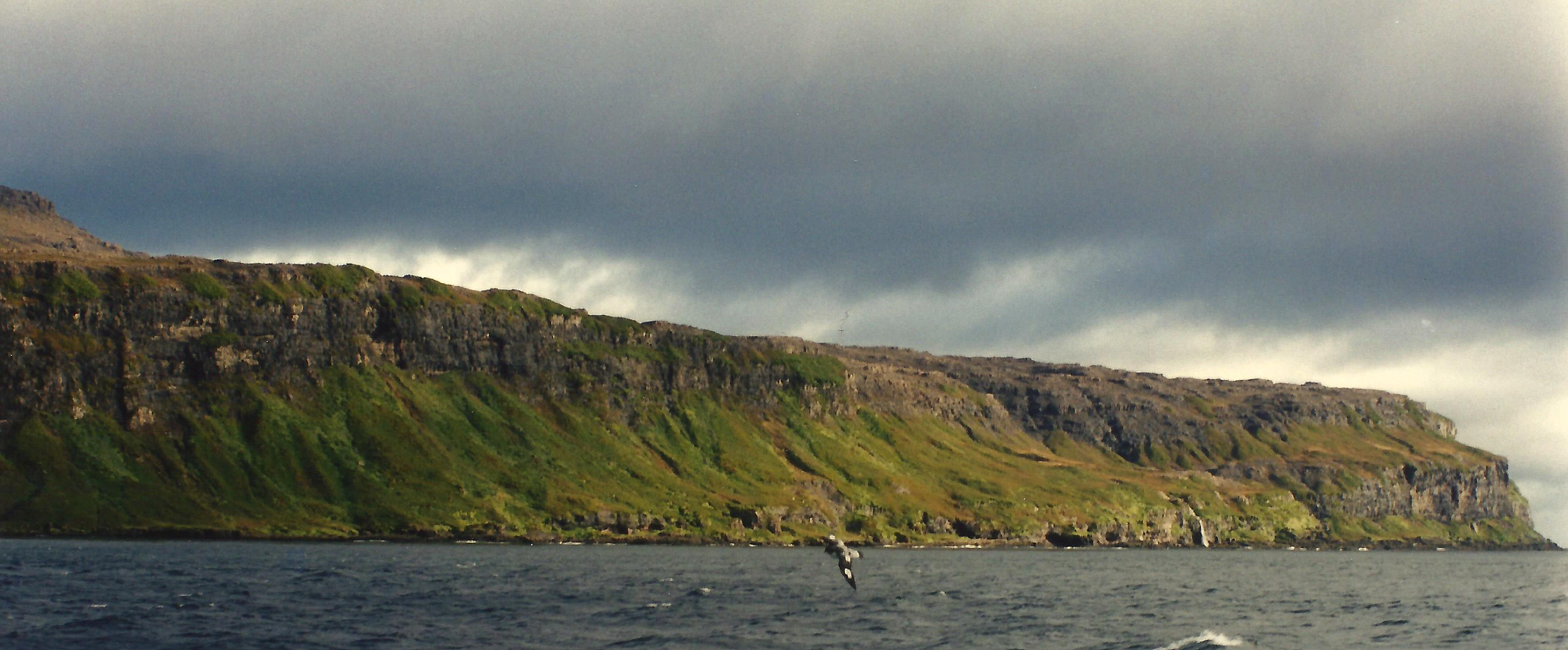
Côtes de l'île Foch.

L'île Foch n'est séparée de la Grande Terre que par :
- un étroit bras de mer au sud-est, le détroit de Tucker ;
- la baie Rhodes à l'est face à la presqu'île Joffre ;
- une baie un peu plus large au sud-ouest, la baie du Français, face à la presqu'île de la Société de géographie.

Elle est bordée au nord-ouest par l'île Saint-Lanne Gramont, de laquelle elle est séparée par la Baie de Londres. À sa pointe nord-est, elle est par ailleurs située à proximité des îles Mac Murdo et Howe. Au nord, elle est baignée par le golfe Choiseul.
L'île Foch est la seconde île de l'archipel de par sa superficie de 206 km2. Son point le plus haut, appelé la Pyramide mexicaine, culmine à 687 mètres.
Étant la plus grande île de l'archipel indemne de vertébrés introduits — il n'y a ni lapins, ni chats, ni apparemment rats ou souris — elle constitue une référence majeure de l'écosystème originel de l'archipel des Kerguelen. Pour éviter toute perturbation accidentelle, l'accès à cette île est donc très restrictif et très strictement réglementé. Seules quelques missions scientifiques s'y sont rendues.

## Sources
- André Giret, Dominique Weis, Michel Grégoire, Nadine Matielli, Bertrand Moine, Gilbert Michon, James Scoates, Sylvie Tourpin, Guillaume Delpech, Marie-Christine Gerbe, Sonia Doucet, Raynald Ethien et Jean-Yves Cotin « L'archipel de Kerguelen : les plus vieilles îles dans le plus jeune océan », Géologues, 2003, no 137, p. 15-23
- Jean-Louis Chapuis, Yves Frenot et Marc Lebouvier, « Une gamme d'îles de références, un atout majeur pour l'évaluation des programmes de restauration dans l'archipel de Kerguelen », Rev. Écol. (Terre Vie), supplément 9, 2002.